# Christian Gobrecht
Christian Gobrecht (Hanover, Pensilvania, 23 de diciembre de 1785 - Filadelfia, Pensilvania, 23 de julio de 1844) fue el tercer grabador en jefe de la Casa de Moneda de los Estados Unidos desde 1840 hasta su muerte. Fue el responsable de diseñar la moneda Libertad sentada, que a su vez fue la inspiración para el diseño del Dólar comercial. También diseñó el dólar Gobrecht, que se acuñó en pequeñas cantidades desde 1836 hasta 1838, y luego inspiró el centavo Flying Eagle. También diseñó el anverso de las monedas de oro Cuarto de Águila, Media Águila y Águila, así como las monedas tipo «pelo trenzado» de Medio centavo y Gran centavo.

## Biografía
Gobrecht nació el 23 de diciembre de 1785 en Hanover (Pensilvania), hijo del reverendo John C. Gobrecht, que llegó a Estados Unidos desde Alemania en 1755, y Elizabeth Sands, con ascendencia que se remonta a 1642 en la colonia de Plymouth.  Después de ser aprendiz en Manheim, Pensilvania, grabó relojes ornamentales en Baltimore, Maryland, hasta que se mudó a Filadelfia en 1811 para unirse a Murray, Draper, Fairman y Company, una empresa de grabado. En 1823, el director de la Casa de la Moneda, Robert Patterson, intentó contratar a Gobrecht como subdirector, pero Gobrecht rechazó el puesto. En cambio, en diciembre, Gobrecht buscó el puesto de grabador en jefe de la Casa de la Moneda, escribiendo al presidente James Monroe. Sin embargo, el puesto recayó en William Kneass.
Además de sus actividades profesionales, Gobrecht fue un inventor, creando mejoras para la cámara lúcida, una muñeca parlante, una especie de armonio y una máquina para medallas que reproduce el relieve en una superficie plana.

## Grabador en jefe de la Casa de la Moneda
Existe documentación que muestra que Gobrecht trabajó para la Casa de la Moneda ya en 1823, inmediatamente después de la muerte del primer grabador jefe, Robert Scot. Este fue solo un nombramiento temporal hasta que se contrató a un nuevo grabador en jefe, William Kneass, en enero de 1824. No se convirtió en asistente, sino en segundo grabador en septiembre de 1835 después de que Kneass sufriera un derrame cerebral el 27 de agosto de ese año. Después del accidente de Kneass, Gobrecht realizó la mayoría de los patrones y el trabajo de matriz a partir de entonces, incluidos los dólares que llevan su nombre, que se acuñaron brevemente en pequeñas cantidades desde 1836 hasta 1839. Poco después de la muerte de Kneass en 1840, Gobrecht fue nombrado grabador en jefe de la Casa de Moneda de los Estados Unidos, el 21 de diciembre de 1840.  Durante su mandato como grabador en jefe, Gobrecht produjo la moneda Libertad Sentada, basada en bocetos de Thomas Sully y Titian Peale. Ese diseño permaneció en la moneda estadounidense hasta 1891, Gobrecht murió en julio de 1844, y James B. Longacre ocupó su puesto como grabador en jefe.